# Luc-en-Diois
Luc-en-Diois is een gemeente in het Franse departement Drôme (regio Auvergne-Rhône-Alpes) en telt 490 inwoners (1999). De plaats maakt deel uit van het arrondissement Die.

## Geografie
De oppervlakte van Luc-en-Diois bedraagt 23,9 km², de bevolkingsdichtheid is 20,5 inwoners per km².

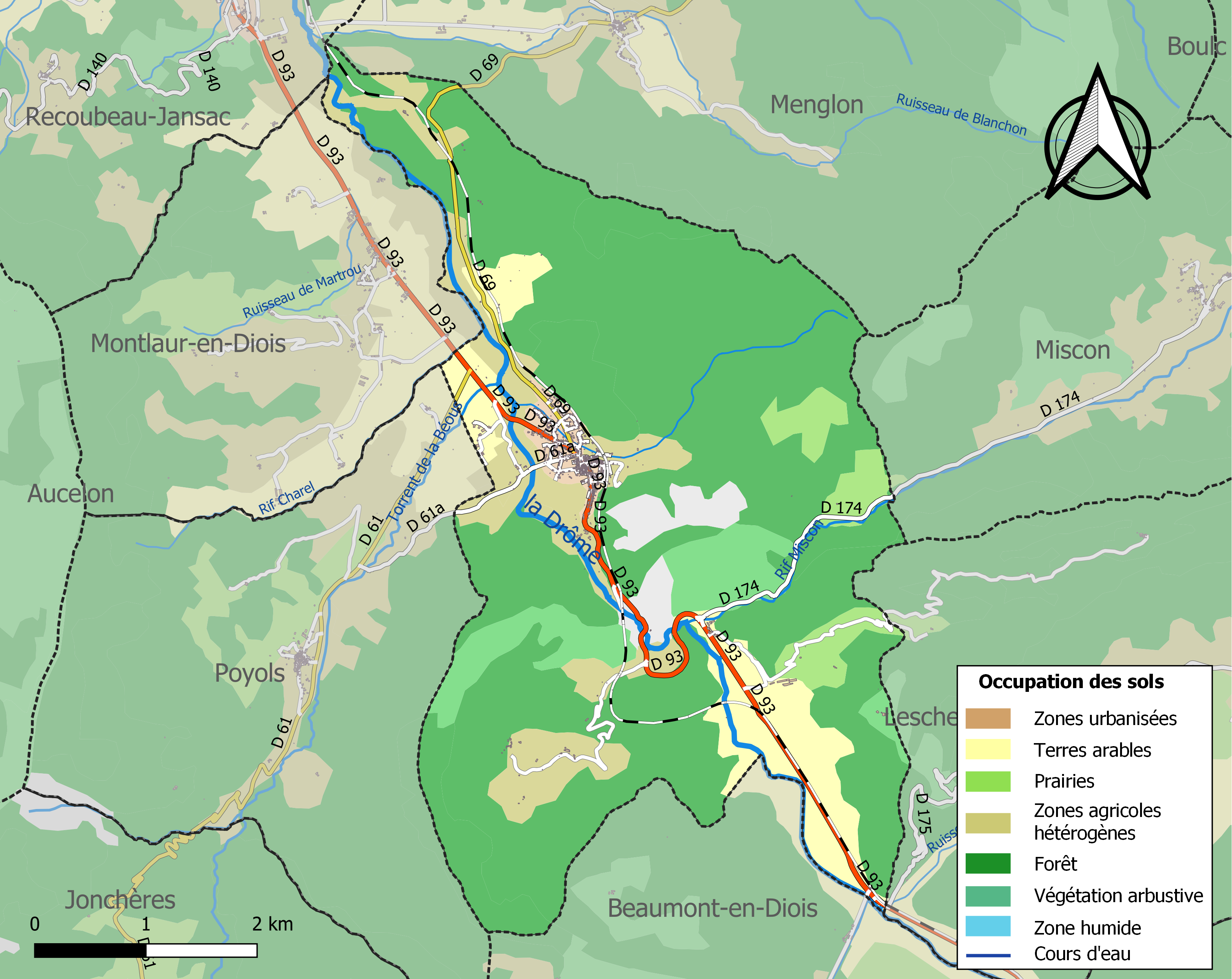
Kaart van de gemeente met belangrijkste infrastructuur, bodemgebruik en omliggende gemeenten

## Verkeer en vervoer
In de gemeente ligt spoorwegstation Luc-en-Diois.

## Demografie
Onderstaande figuur toont het verloop van het inwonertal (bron: INSEE-tellingen).